# Dylan Boet
Dylan Boet (Spijkenisse, 18 juni 1997) is een Nederlands radio-dj. 

## Loopbaan
Tijdens zijn studie International Media and Entertainment Management aan Breda University of Applied Sciences liep Boet stage in de avondshow van Daniel Lippens. Na een periode van vijf maanden bleef hij werken als producer bij Radio 538. Tussen 2019 en 2022 produceerde hij onder andere programma's voor Barend van Deelen, Igmar Felicia, Lindo Duvall, Mart Meijer, Bas Menting en Niek van der Bruggen. 
In maart 2022 maakte Boet zijn debuut als dj. Niet veel later kreeg hij een vaste plek in de nachtprogrammering van Radio 538.
In februari 2023 begon hij samen met Bas Menting de vrijdagavondshow: Bas & Dylan, tussen 19:00 en 22:00 uur. Ook vervingen ze regelmatig De 538 Ochtendshow met Wietze en Klaas. In december 2023 werd bekend dat het duo elke werkdag te horen is, tussen 21:00 en 00:00 uur.